# Rentabiliteit totaal vermogen
De rentabiliteit van het totaal vermogen (afgekort tot RTV, Engels: return on assets, afgekort ROA) is een kengetal dat de winstgevendheid aangeeft van het  gemiddeld totaal vermogen vóór aftrek van de interest.
{\displaystyle \mathrm {RTV~=~\left({\frac {winst~voor~interest~en~belasting}{gemiddeld~totaal~vermogen}}\right)\cdot 100\%} }
Tevens kan de rentabiliteit op de volgende manier worden berekend:
{\displaystyle \mathrm {RTV~=~{omloopsnelheid~van~het~gemiddeld~totaal~vermogen}~\cdot ~{brutowinstmarge~van~de~omzet}} }